# Ніна Дюбберс
Ніна Дюбберс (нім. Nina Dübbers; нар. 24 червня 1980) — колишня німецька тенісистка.
Найвищу одиночну позицію світового рейтингу — 166 місце досягла 10 червня 2002, парну — 248 місце — 2 лютого 2004 року.
Здобула 2 одиночні та 2 парні титули туру ITF.

## Фінали ITF

### Одиночний розряд (2–1)
| Легенда          |
| ---------------- |
| турніри $100,000 |
| турніри $75,000  |
| турніри $50,000  |
| турніри $25,000  |
| турніри $10,000  |

| Фінали за покриттям |
| ------------------- |
| Тверде (2–0)        |
| Ґрунт (0–1)         |
| Трава (0–0)         |
| Килим (0–0)         |

| Результат | Ранг | Дата           | Турнір                | Покриття   | Суперниця            | Рахунок       |
| --------- | ---- | -------------- | --------------------- | ---------- | -------------------- | ------------- |
| Поразка   | 1.   | 22 травня 2000 | Варшава, Польща       | Ґрунт      | Павліна Шлітрова     | 1–6, 4–6      |
| Перемога  | 1.   | 23 липня 2001  | Памплона, Іспанія     | Тверде (i) | Магдалена Зденовкова | 6–3, 3–6, 6–1 |
| Перемога  | 2.   | 20 жовтня 2003 | Рокгемптон, Австралія | Тверде     | Дессислава Топалова  | 7–5, 6–1      |

### Парний розряд (2–0)
| Легенда          |
| ---------------- |
| турніри $100,000 |
| турніри $75,000  |
| турніри $50,000  |
| турніри $25,000  |
| турніри $10,000  |

| Фінали за покриттям |
| ------------------- |
| Тверде (1–0)        |
| Ґрунт (0–0)         |
| Трава (0–0)         |
| Килим (1–0)         |

| Результат | Ранг | Дата           | Турнір              | Покриття  | Партнерка         | Суперниці                      | Рахунок       |
| --------- | ---- | -------------- | ------------------- | --------- | ----------------- | ------------------------------ | ------------- |
| Перемога  | 1.   | 3 березня 1997 | Бухен, Німеччина    | Килим (i) | Ліза Фріц         | Ольга Виметалкова Яна Мацурова | 5–7, 6–3, 6–4 |
| Перемога  | 2.   | 16 липня 2001  | Вальядолід, Іспанія | Тверде    | Франческа Любіані | Адрієнн Хегюдюш Естер Мольнар  | 6–2, 7–6(7–4) |